# لوسيا توفيق حجازي
لوسيا حجازي (ام منهل؛ 1938-2020) هي سياسية فلسطينية، من مواليد مدينة صفد، هُجرت مع عائلتها إلى سوريا بسبب النكبة عام 1948. شغلت منصب عضو في المجلس الوطني الفلسطيني.

## سيرتها
ولدت لوسيا توفيق حجازي عام 1938، نالت درجة الماجستير في التربية وعلم نفس من جامعة دمشق. وتزوجت من المناضل جهاد قرشولي، وهي إبنة عم الشهيد فؤاد حجازي الذي أعدمه الانجليز برفقة محمد جمجوم وعطا الزير في سجن عكا.
التحقت بصفوف حركة فتح أثناء وجودها بسوريا، فتولت رئاسة لجنة التنظيم النسائي، وأسست نادي فتيات فلسطين عام 1966، وتولت إدارته عام 1968. كما شغلت منصب رئيس تحرير مجلة الكرامة. عادت مع زوجها إلى فلسطين مع قيام السلطة الفلسطينية، عملت مدير عام التخطيط في وزارة التربية والتعليم، كما شغلت منصب عضو في المجلس الوطني الفلسطيني الدورة الثانية والعشرون عام 2009، والدورة الثالثة والعشرون عام 2018، والمجلس الاستشاري لحركة فتح، ومشرفة في الأونروا في سوريا والأردن. كما كانت رئيسة المجلس الإداري للإتحاد العام للمرأة الفلسطينية منذ عام 1985حتى 2009. توفيت في رام الله بتاريخ 14 مارس 2020.